# Рой Ейткен
Рой Ейткен (англ. Roy Aitken, нар. 24 листопада 1958, Ірвін) — шотландський футболіст, півзахисник. По завершенні ігрової кар'єри — футбольний тренер.
Як гравець насамперед відомий виступами за клуб «Селтік», а також національну збірну Шотландії.

## Клубна кар'єра
У дорослому футболі дебютував 1976 року виступами за команду клубу «Селтік», в якій провів чотирнадцять сезонів, взявши участь у 483 матчах чемпіонату. Більшість часу, проведеного у складі «Селтіка», був основним гравцем команди.
Згодом, з 1990 по 1992 рік, грав у складі клубів «Ньюкасл Юнайтед» та «Сент-Міррен».
Завершив професійну ігрову кар'єру у клубі «Абердин», за який виступав протягом 1992—1995 років.

## Виступи за збірну
1980 року дебютував в офіційних матчах у складі національної збірної Шотландії. Протягом кар'єри у національній команді, яка тривала 12 років, провів у формі головної команди країни 57 матчів, забивши 1 гол.
У складі збірної був учасником чемпіонату світу 1986 року у Мексиці та чемпіонату світу 1990 року в Італії.

## Кар'єра тренера
Розпочав тренерську кар'єру відразу ж по завершенні кар'єри гравця, 1995 року, очоливши тренерський штаб клубу «Абердин».
Надалі входив до складу тренерських штабів клубів"Лідс Юнайтед", «Астон Вілла», «Бірмінгем Сіті» та збірної Шотландії.
Наразі останнім місцем тренерської роботи був клуб «Аль-Аглі» (Дубай), у якому Рой Ейткен працював асистентом до 2011 року.